# Martin Elste
Martin Elste (* 11. September 1952 in Bremen) ist ein deutscher Musikwissenschaftler und Diskologe.

## Leben
Martin Elste studierte ab 1971 Musikwissenschaft und Soziologie (Massenkommunikation und Musiksoziologie bei Alphons Silbermann) an der Universität zu Köln und zusätzlich Violine bei Mikulas Jelinek an der Rheinischen Musikschule, Köln. 1974 ging er mit einem DAAD-Stipendium nach London, wo er am King’s College, University of London, studierte. Ab 1977 studierte er in West-Berlin bei Carl Dahlhaus (TU Berlin), bei dem er 1981 promoviert wurde. Von 1982 bis 2018 arbeitete er als Kurator im Musikinstrumenten-Museum des Staatlichen Instituts für Musikforschung Preußischer Kulturbesitz, wo er den wissenschaftlichen Schwerpunkt Diskologie aufbaute und u. a. von 2002 bis 2008 in seiner Funktion als Vorsitzender (2000–2008) des Preises der deutschen Schallplattenkritik die Preisverleihungen organisierte.
Der Schwerpunkt von Elstes Forschungen liegt in der medialen Gestaltung der klassischen Musik, insbesondere in der Geschichte und Ästhetik klassischer Musik auf Tonträgern.

## Auszeichnungen
- ARSC Award for Excellence in Historical Recorded Sound Research 2001 für Meilensteine der Bach-Interpretation
- Deutscher Musikeditionspreis Best Edition 2019 für 2000 Jahre Musik auf der Schallplatte[2]
- Jahrespreis 2019 des Preises der deutschen Schallplattenkritik für 2000 Jahre Musik auf der Schallplatte[3]
- ARSC Award for Excellence, Best Historical Research in Recorded Classical Music 2019 für 2000 Jahre Musik auf der Schallplatte[4]

## Veröffentlichungen

### Monographien
- mit Klaus Blum: Internationale Heinrich Schütz Diskographie 1928–1972. Edition Eres, Lilienthal bei Bremen 1972.
- Verzeichnis deutschsprachiger Musiksoziologie 1848–1973. Karl Dieter Wagner, Hamburg 1975, ISBN 3-921029-21-X.
- Bachs Kunst der Fuge auf Schallplatten. Mit einer Diskographie aller zyklischer Aufnahmen. Buchhändler-Vereinigung, Frankfurt am Main 1981, ISBN 3-7657-1061-X.
- mit Dagmar Droysen-Reber, Gesine Haase: Handwerk im Dienste der Musik. 300 Jahre Berliner Musikinstrumentenbau. Staatliches Institut für Musikforschung PK, Berlin 1987, ISBN 3-922378-06-4.
- Kleines Tonträger-Lexikon. Von der Walze zur Compact Disc. Bärenreiter, Kassel 1989, ISBN 3-7618-0966-2.
- Modern Harpsichord Music. A Discography. Greenwood Press, Westport, CT 1995, ISBN 0-313-29238-8.
- Anthony Baines: Lexikon der Musikinstrumente. Aus dem Englischen übersetzt und für die deutsche Ausgabe bearbeitet von Martin Elste. Metzler, Stuttgart / Weimar; Bärenreiter, Kassel 1996, ISBN 3-476-00987-4.
- mit Eszter Fontana, John Koster (Hrsg.): Regional Traditions in Instrument Making. Challenges to the Museum Community. Janos Stekovics, Leipzig / Halle (Saale) 1999, ISBN 978-3-932863-13-4.
- Meilensteine der Bach-Interpretation 1750–2000. Eine Werkgeschichte im Wandel. Metzler, Stuttgart / Weimar; Bärenreiter, Kassel 2000, ISBN 3-476-01714-1.
- Die Dame mit dem Cembalo. Wanda Landowska und die Alte Musik. Schott, Mainz 2010, ISBN 978-3-7957-0710-1.
- mit Wolfgang Behrens, Frauke Fitzner (Hrsg.): Vom Sammeln, Klassifizieren und Interpretieren. Die zerstörte Vielfalt des Curt Sachs. Schott, Mainz 2017, ISBN 978-3-7957-1284-6.
- mit Carsten Schmidt (Hrsg.): 2000 Jahre Musik auf der Schallplatte – Two Thousand Years of Music. Alte Musik anno 1930. Eine diskologische Dokumentation zur Interpretationsgeschichte. Gesellschaft für Historische Tonträger, Wien 2018, ISBN 978-3-9502906-3-9.